# 姚恭 (正統進士)
姚恭（1407年—？），字彥遜，浙江台州府臨海縣人，軍籍。明朝政治人物。進士出身。

## 生平
應天府鄉試第八十一名。正統十年（1445年）乙丑科會試第五十八名，殿試登進士第三甲第五名。

## 家族
曾祖姚均華。祖父姚明理。父亲姚泰。